# Teen Titans: Trouble in Tokyo
Teen Titans: Trouble in Tokyo (BR: Jovens Titãs: Missão Tóquio) é um filme de animação da série animada Jovens Titãs.

## Enredo
Tudo começa quando um vilão ninja ataca a cidade e os titãs tentam impedir. Ao fim da luta, os titãs descobrem que o vilão, Saico-Tek, fora mandado por Brushogum. A equipe dirige-se a Tóquio para investigar as razões de Saico-Tek ter sido enviado e, então, prendê-lo.

## Elenco
Estúdio de dublagem: Wan Mächer
Mídia: DVD/ TV Paga
Direção de Dublagem: Sheila Dorfman
| Personagem              | Vozes Originais      | Dubladores Brasileiros |
| Estelar                 | Hynden Walch         | Luisa Palomanes        |
| Robin                   | Scott Menville       | Manolo Rey             |
| Mutano                  | Greg Cipes           | Charles Emmanuel       |
| Ravena                  | Tara Strong          | Mariana Torres         |
| Ciborgue                | Khary Payton         | Eduardo Borgeth        |
| Comandante Uehara Daizo | Keone Young          | Luiz Carlos Persy      |
| Brushogun               | Cary-Hiroyuki Tagawa | Samir Murad            |
| Prefeito de Tóquio      | Robert Ito           | José Sant'anna         |
| Saico-Tek               | Keone Young          | Hamilton Ricardo       |
| Dono da Livraria        | Robert Ito           | André Belizar          |
| Sushiman                | Keone Young          | Renato Rosenberg       |
| Locutor                 |                      | Sérgio Fortuna         |